# Impact anthropique sur le cycle de l'azote

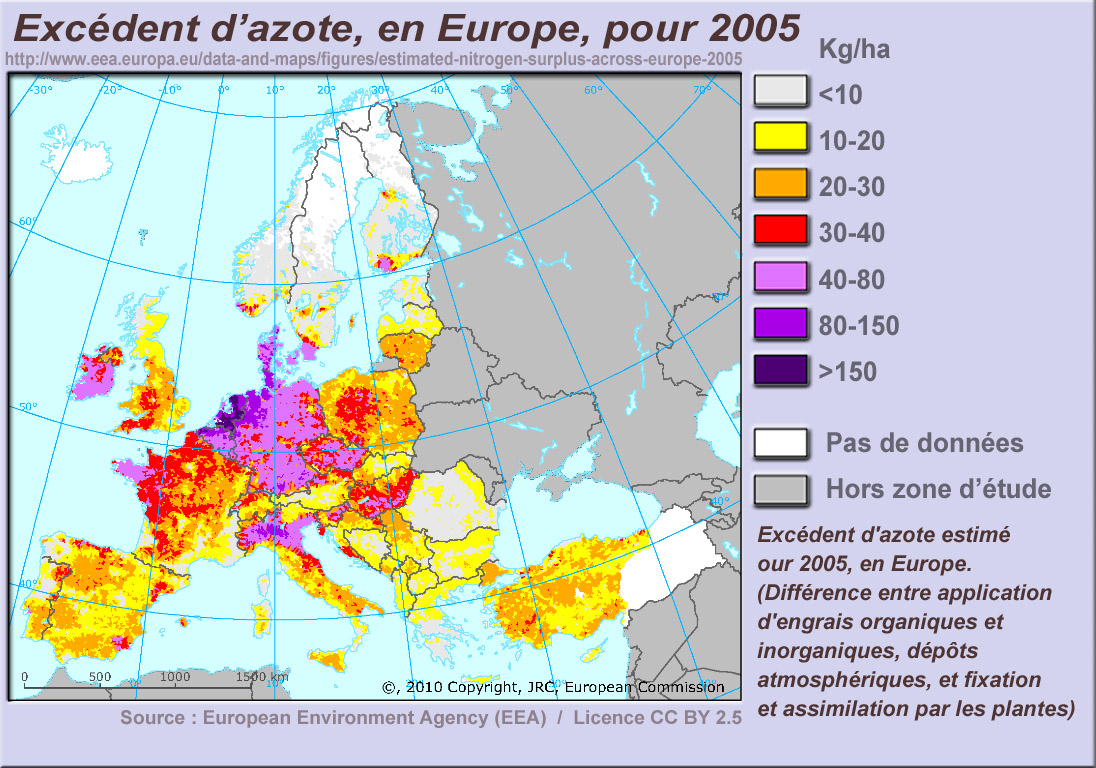
Un excédent significatif à important d'azote est relevé presque partout en Europe et en Turquie (ici pour 2005, selon les données disponibles de la Commission européenne et de l'Agence européenne de l'environnement).

Les impacts humains sur le cycle de l'azote sont les effets, directs et indirects, de l'Homme sur le cycle de l'azote. Ces impacts sont nombreux et complexes, cet article vise à donner un bref aperçu de l'accroissement de la part d'azote dans certains écosystèmes, dont terrestres, atmosphériques et aquatiques notamment par les nitrates (NO3−).
En sciences des systèmes, le cycle de l'azote est un cycle biogéochimique qui se définit comme un système, c'est-à-dire « un ensemble d’éléments en interaction dynamique, organisé en fonction d’un but ». Autrement dit, le cycle de l'azote est un ensemble de réservoirs, constitués de différents composés d'azote (voir Figure 1), entre lesquelles différents flux viennent en modifier la quantité par entrée ou sortie; et dont le but est sa propre conservation en tant que système organisé, stable et fonctionnel.
Les apports humains d'azote dans l'environnement, d'origines agricoles et industriels, dépassent actuellement la fixation biologique de l'azote. En raison des apports anthropiques, le cycle global de l'azote a été considérablement modifié au cours du XXe siècle. Les fractions molaires globales d'oxyde nitreux (N2O) dans l'atmosphère sont passées d'une valeur pré-industrielle d'environ 270 nmol/mol à environ 319 nmol/mol en 2005. Les activités humaines représentent plus d'un tiers des émissions de N2O, dont la plupart sont dues au secteur agricole.

## Histoire des apports anthropiques en azote
Environ 78% de l'atmosphère terrestre est constituée de diazote à l'état gazeux (noté N2), qui est un composé inerte et biologiquement indispensable pour la plupart des organismes. Pour être utilisé dans la plupart des processus biologiques, N2 doit être converti en azote réactif (Nr), qui comprend des formes réduites inorganiques (NH3 et NH4+), formes oxydées inorganiques (NO, NO2, HNO3, N2O, et NO3−), et les composés organiques (urée, amines et protéines). Le N2 a une triple liaison forte, et donc une quantité significative d'énergie (226 kcal/mol-1) est nécessaire pour convertir le N2 en Nr. Avant les procédés industriels, les seules sources de cette énergie étaient le rayonnement solaire et les décharges électriques. Utilisant une grande quantité d'énergie métabolique et l'enzyme nitrogénase, certaines bactéries et cyanobactéries convertissent le N2 présent dans l’atmosphère en NH3, par un processus biologique appelé fixation de l'azote (FBN, en anglais : BNF). L'analogue anthropique de la FBN est le procédé Haber-Bosch, dans lequel H2 réagit avec N2 atmosphérique à des températures et pressions élevées pour produire du NH3 Enfin, N2 est converti en NO par l'énergie de la foudre, qui est négligeable dans les écosystèmes tempérés actuels, ou par combustible fossile.
Jusqu'en 1850, la fixation biologique du diazote, et la fixation du diazote induit par la culture (par exemple, la plantation de cultures légumineuses) et la matière organique incorporée étaient les seules sources d'azote pour la production agricole. Vers le début du XIXe siècle, le Nr des gisements de guano et des dépôts de nitrate de sodium a été récolté et exporté des îles arides du Pacifique et des déserts d'Amérique du Sud. À la fin des années 1920, les premiers procédés industriels, bien qu'inefficaces, étaient couramment utilisé pour produire du NH3. Grâce aux efforts de Fritz Haber et Carl Bosch, le procédé Haber-Bosch est devenu la plus grande source d'engrais azotés après les années 1950, et a remplacé la FBN comme source dominante de production de NH3. De 1890 à 1990, le Nr créé anthropiquement a presque été multiplié par neuf. Pendant ce temps, la population humaine a plus que triplé, en partie en raison de l'augmentation de la production alimentaire.
Depuis la révolution industrielle, une source supplémentaire d'apport d'azote anthropique est la combustion de combustibles fossiles, qui est utilisée pour libérer de l'énergie (par exemple, pour alimenter les automobiles). Lorsque les combustibles fossiles sont brûlés, des températures et des pressions élevées fournissent de l'énergie pour produire du NO à partir de l'oxydation de N2. De plus, lorsque combustible fossile est extrait et brûlé, l'azote fossile peut devenir réactif, c'est-à-dire des émissions de NOx. Au cours des années 1970, les scientifiques ont commencé à reconnaître que les apports d'azote s'accumulaient dans l'environnement et affectant les écosystèmes.

## Impacts des apports anthropiques dans le cycle de l'azote
D'après les recherches menées par James N. Galloway (de), entre 1600 et 1990, la création mondiale d'azote réactif (Nr) aurait augmenté de près de 50%. Au cours de cette période, les émissions atmosphériques des espèces Nr auraient augmenté de 250% et les dépôts dans les écosystèmes marins et terrestres ont augmenté de plus de 200%. De plus, ces recherches signalent une multiplication par quatre des flux d'azote inorganique dissous dans les rivières vers les côtes. L'azote est un nutriment limitant critique dans de nombreux systèmes, y compris les forêts, les zones humides et les écosystèmes côtiers et marins; par conséquent, ce changement dans les émissions et la distribution de Nr a eu des conséquences importantes pour les écosystèmes aquatiques et terrestres,.

### Atmosphère
Les apports atmosphériques d'azote comprennent principalement des oxydes d'azote (NOx), provenant de combustibles fossiles et de la combustion de la biomasse, de l'ammoniac (NH3), de l'oxyde nitreux (N2O).
Dans les agroécosystèmes, l'application d'engrais a augmenté la nitrification microbienne (processus aérobique dans lequel les micro-organismes oxydent l'ammonium (NH4+) en nitrate (NO3−) et dénitrification (processus anaérobique dans lequel les micro-organismes réduisent le NO3− et le convertissent en N2). Les deux processus libèrent naturellement de l'oxyde nitrique (NO) et de l'oxyde nitreux (N2O) dans l'atmosphère. Le N2O est particulièrement préoccupant car il a une durée de vie atmosphérique moyenne de 114 à 120 ans, et est 300 fois plus puissant que le CO2 en tant que gaz à effet de serre. Le NOx produit par les procédés industriels, les automobiles et la fertilisation agricole et le NH3 émis par les sols (c'est-à-dire comme sous-produit supplémentaire de la nitrification)  et les opérations d'élevage sont transportées vers les écosystèmespar vent, influençant le cycle de l'azote et les pertes de nutriments. Six effets majeurs des émissions de  NOx et de NH3 ont été cités: 
1. la diminution de la visibilité atmosphérique due aux aérosols d'ammonium (fines particules matérielles atmosphériques (PM);
2. les concentrations élevées d'ozone;
3. l'ozone et les particules affectent la santé humaine (par exemple les maladies respiratoiress et le cancer);
4. l'augmentation du forçage radiatif et le réchauffement climatique mondial;
5. la diminution de la productivité agricole due aux dépôts d’ozone;
6. l'acidification des écosystèmes[14] et l'eutrophisation.

### Biosphère
Les écosystèmes terrestres et aquatiques reçoivent des apports de Nr de l'atmosphère par le biais de dépôts humides et secs. Les espèces atmosphériques d'azote réactif peuvent être déposées dans les écosystèmes lors des précipitations (par exemple, NO3−, NH4+, composés organiques d'azote), sous forme de gaz (par exemple, NH3 et acide nitrique gazeux [HNO3]) ou sous forme d'aérosols (par exemple, nitrate d'ammonium [NH4NO3]). Les écosystèmes aquatiques reçoivent des apports d'azote supplémentaire par ruissellement des eaux de surface et des rivières.
L'augmentation des dépôts de N peut acidifier les sols, les cours d'eau, les lacs et altérer la productivité des forêts et des prairies. Dans les écosystèmes des prairies, les apports d'azote ont d'abord produit une augmentation de productivité, suivie ensuite d'un déclin lorsque les seuils critiques ont été dépassés, et un changement des espèces végétales et animales a été démontré. Dans les zones très développées des systèmes océaniques et des estuaires côtiers, les rivières fournissent des apports directs (par exemple, l'eau de ruissellement) et indirects (par exemple, la contamination des eaux souterraines) des agroécosystèmes. Les apports peuvent entraîner l'acidification des eaux douces et l'eutrophisation des eaux marines.

#### Écosystèmes aquatiques
Les écosystèmes aquatiques présentent également des réponses variées à l'enrichissement en azote. Le surplus de NO3− dans des écosystèmes terrestres saturés en N peut entraîner l'acidification des eaux douces en amont et l'eutrophisation des systèmes marins en aval. L'acidification des eaux douces peut entraîner une toxicité de l'aluminium et la mortalité des espèces de poissons sensibles au pH. Étant donné que les systèmes marins sont généralement limités en azote, la pollution par des nutriments (en) excessivement chargés en N peut entraîner une dégradation de la qualité de l'eau (en) en raison des proliférations d'algues toxiques, du manque d'oxygène, de la perte d'habitat, de la diminution de la biodiversité et des pertes de la pêche.

##### Acidification des eaux douces
Les dépôts atmosphériques d'azote dans les paysages terrestres peuvent être transformés par des processus microbiens du sol en azote biologiquement disponible, ce qui peut entraîner une acidification des eaux douces et une perte de biodiversité. Les apports NO3− et NH4+ des systèmes terrestres et de l'atmosphère peuvent acidifier les systèmes d'eau douce lorsqu'il y a peu capacité tampon due à l'acidification des sols. La pollution par l'azote en Europe, dans le nord-est des États-Unis et en Asie est une préoccupation actuelle pour l'acidification des eaux douces. Les études sur l'acidification des lacs dans la région des lacs expérimentaux (RLE) dans le nord-ouest de l'Ontario ont clairement démontré les effets négatifs d'une augmentation de l'acidité sur une espèce de poisson indigène : le recrutement et la croissance du touladi (Salvelinus namaycush) ont considérablement diminué en raison de l'extirpation de ses principales proies pendant l'acidification. L'azote réactif provenant de l'agriculture, de l'élevage, des engrais, des fosses septiques et d'autres sources a augmenté les concentrations de nitrate dans les cours d'eau de la plupart des pays industrialisés. Les concentrations de nitrate dans 1 000 lacs norvégiens ont doublé en moins d'une décennie. Les rivières du nord-est des États-Unis et de la majorité de l'Europe ont été multipliées par dix à quinze au cours du siècle dernier. L'azote réactif peut contaminer l'eau potable par ruissellement dans les ruisseaux, les lacs, les rivières et les eaux souterraines. Aux États-Unis seulement, jusqu'à 20 % des sources d'eau souterraine dépassent la limite de concentration de nitrate dans l'eau potable fixée par l'Organisation mondiale de la santé. Ces concentrations élevées peuvent provoquer une "maladie du bébé bleu" où les ions nitrate affaiblissent la capacité du sang à transporter l'oxygène. Des études ont également établi un lien entre des concentrations élevées de nitrates et des problèmes de reproduction et une propension à certains cancers, tels que le cancer de la vessie et des ovaires.

##### Eutrophisation des systèmes marins
L'urbanisation, la déforestation et les activités agricoles contribuent largement aux apports de sédiments et de nutriments dans les eaux côtières via les rivières. L'augmentation des apports de nutriments aux systèmes marins a montré à la fois des augmentations à court terme de la productivité et des rendements de la pêche, et des effets de eutrophisation. Le triplement des charges de NO3− dans le fleuve Mississippi au cours de la seconde moitié du 20e siècle a été corrélé à l'augmentation des rendements de la pêche dans les eaux entourant le delta du Mississippi ; cependant, ces apports en nutriments ont produit une hypoxie saisonnière (concentrations en oxygène inférieures à 2-3 mg/L, "zone mortes") dans le Golfe du Mexique,. Dans les systèmes estuariens et côtiers, des apports élevés en nutriments augmentent la production primaire (par exemple : phytoplancton, herbes marines, macroalgues), qui augmentent la turbidité avec une diminution de la pénétration de la lumière dans toute la colonne d'eau. Par conséquent, la croissance de la végétation submergée diminue, ce qui réduit la complexité de l'habitat et la production d'oxygène. L'augmentation de la production primaire (c.-à-d. phytoplancton, macroalgues, etc.) entraîne un flux de carbone vers les eaux de fond lorsque la matière organique en décomposition. En conséquence, la consommation d'oxygène dans les eaux de fond est supérieure à la diffusion de l'oxygène des eaux de surface. De plus, certaines efflorescences algales appelées efflorescences algales nocives (HAB) produisent des toxines qui peuvent agir comme des composés neuromusculaires ou endommageant les organes. Ces proliférations d'algues peuvent être nocives pour d'autres espèces marines ainsi que pour les humains,.

## Intégration transdisciplinaire
Les réponses des systèmes ci-dessus aux apports d'azote réactif (Nr) sont presque toutes exclusivement étudiées séparément. Cependant, la recherche indique, de plus en plus souvent, que les problèmes d'apports en azote sont liés à de multiples voies d'entrée, transportant des nutriments dépassant ainsi les limites du système. En d'autres termes, la recherche montre que le problème est complexe et que les interactions entre les différents réservoirs sont nombreuses et variées. Ce transfert séquentiel entre les écosystèmes est appelé la cascade d'azote,. Au cours de la cascade, certains systèmes accumulent du Nr, ce qui entraîne un retard dans la cascade et des effets accrus du Nr sur l'environnement dans lequel il s'accumule. En fin de compte, les apports anthropiques de Nr sont soit accumulés, soit dénitrifiés; cependant, peu de progrès ont été réalisés dans la détermination de l'importance relative de l'accumulation de Nr et de la dénitrification, qui est principalement due à un manque d'intégration entre les disciplines scientifiques,.
La plupart de l'azote réactif des cascades globales des agroécosystèmes reste dans l'atmosphère et les écosystèmes aquatiques et terrestres jusqu'à ce qu'il soit converti en N2, principalement par dénitrification. Bien que la dénitrification terrestre produise des intermédiaires gazeux (oxyde nitrique NO et protoxyde d'azote [N2O), la dernière étape - la production microbienne de N2 - est critique car le N2 atmosphérique est un puits pour l'azote réactif . De nombreuses études ont clairement démontré que les zones tampons et les zones humides entretenues peuvent éliminer des quantités importantes de nitrate (NO3−) des systèmes agricoles grâce à la dénitrification. Une telle gestion peut aider à atténuer les effets de cascade indésirables et à éliminer l'accumulation de Nr dans l'environnement.
Les activités humaines dominent les cycles N mondiaux et la plupart des cycles régionaux. Les apports d'azote ont montré des conséquences négatives sur le cycle des nutriments et la diversité des espèces endémiques dans les systèmes terrestres et aquatiques. En fait, en raison des impacts à long terme sur les réseaux trophiques, les apports de Nr sont largement considérés comme le problème de pollution le plus critique dans les systèmes marins. Dans les écosystèmes terrestres et aquatiques, les réponses à l'enrichissement en N varient; cependant, un thème récurrent général est l'importance des seuils (p. ex. saturation d'azote) dans la capacité de rétention des éléments nutritifs du système. Afin de contrôler la cascade N, il faut intégrer les disciplines scientifiques et poursuivre les travaux sur le stockage des Nr et les taux de dénitrification.